# Кастровилари
Кастровилари је насеље у Италији у округу Козенца, региону Калабрија.
Према процени из 2011. у насељу је живело 20334 становника. Насеље се налази на надморској висини од 359 м.

## Становништво
| 1951.  | 1961.  | 1971.  | 1981.  | 1991.  | 2001.  | 2011.  |
| ------ | ------ | ------ | ------ | ------ | ------ | ------ |
| 13.810 | 14.950 | 17.331 | 20.452 | 23.249 | 22.389 | 22.515 |